# 26057 Ankaios
26057 Ankaios è un asteroide troiano di Giove del campo greco. Scoperto nel 1973, presenta un'orbita caratterizzata da un semiasse maggiore pari a 5,2041664 UA e da un'eccentricità di 0,1080515, inclinata di 7,28374° rispetto all'eclittica.
L'asteroide è dedicato ad Anceo, uno degli argonauti.